# Eláti (ort i Grekland, Thessalien)
Eláti är en ort i Grekland.   Den ligger i prefekturen Trikala och regionen Thessalien, i den centrala delen av landet, 250 km nordväst om huvudstaden Aten. Eláti ligger 1 096 meter över havet och antalet invånare är 886.
Terrängen runt Eláti är kuperad åt sydväst, men åt nordost är den bergig. Terrängen runt Eláti sluttar österut. Runt Eláti är det ganska glesbefolkat, med 34 invånare per kvadratkilometer. Närmaste större samhälle är Mouzáki, 13,3 km sydost om Eláti. I omgivningarna runt Eláti växer i huvudsak blandskog.